# Willem Vervoort
Willem Vervoort (*  12. Juni 1917 in Schiedam; † 18. August 2010 in Leiden) war ein niederländischer Zoologe sowie Direktor des Rijksmuseum van Natuurlijke Historie (heute Naturalis) in Leiden. Er galt als Experte für die Taxonomie der Ruderfußkrebse (Copepoda) und Nesseltiere (Cnidaria), einschließlich der Hydrozoen.

## Leben
Vervoort studierte von 1936 bis 1941 Biologie an der Universität Leiden. Unterbrochen wurde das Studium, als er im September 1939 als Infanterist mobilisiert wurde. Anschließend leistete er Kriegsdienst als Fliegeroffizier beim 10. Infanterieregiment (10 R. I.), als er im Mai 1940 an den Kämpfen gegen die deutschen Besatzer beteiligt war. Dennoch konnte er an die Universität zurückkehren, um 1941 seinen Master-Abschluss zu erlangen. Die Lage der Universität und ihrer Studenten unter der deutschen Besatzung wurde immer schwieriger und führte schließlich zur Schließung der Universität Leiden durch die deutschen Behörden am 15. November 1941, da sich die Universität weigerte, jüdische Professoren zu entlassen. Bevor die Universität geschlossen wurde, gelang es Willem Vervoort, seinen Abschluss zu machen. Ab 1941 arbeitete er als wissenschaftlicher Assistent am Rijksmuseum van Natuurlijke Historie in Leiden, wo Hilbrand Boschma Direktor war. Unterbrochen durch den Zweiten Weltkrieg wurde er später zum Kurator der Abteilung für Wirbellose (außer Arthropoden und Mollusken) des Rijksmuseum van Natuurlijke Historie in Leiden ernannt. 
1946 wurde er mit der Dissertation Copepoda van de Snellius-expeditie I (einer wissenschaftlichen Expedition zur Erkundung der Gewässer um Niederländisch-Ostindien in den Jahren 1929 bis 1930) unter der Leitung von Boschma zum Doktor der Naturwissenschaften promoviert. In der Zeit von 1946 bis 1948 reiste er zweimal mit niederländischen Walfängern in die Antarktis, wo er als Walbiologe für die nationale Walfanggesellschaft tätig war. Von 1950 bis 1959 war er wissenschaftlicher Mitarbeiter, später wissenschaftlicher Leiter im zoologischen Labor der Universität Leiden. Im Jahr 1959 kehrte er an das Museum zurück, wo er 1970 zum stellvertretenden Direktor und 1972 als Nachfolger von Leo Daniël Brongersma zum Direktor ernannt wurde. In den Jahren 1973 bis 1982 hatte Vervoort auch den Lehrstuhl für Systematische Zoologie an der Universität inne.  Nach seiner Pensionierung im Jahr 1982 behielt er eine Stelle im Museum und setzte seine wissenschaftliche Arbeit bis kurz vor seinem Tod fort. Zudem wurde er als Ritter in den Orden vom Niederländischen Löwen aufgenommen.
Während seiner Tätigkeit am Museum unternahm Vervoort viele meeresbiologische Exkursionen in Europa (Skandinavien, Spanien), den Westindischen Inseln und Surinam, Curaçao, den Kapverdischen Inseln und Neuguinea. 
Verwoorts Bibliografie umfasst 112 Schriften, einige davon mit ausländischen Co-Autoren. Er beschrieb 167 neue Taxa, darunter vier Gattungen, 89 Arten, drei Unterarten und eine Varietät der Nesseltiere sowie eine Familie, eine Unterfamilie, elf Gattungen und 57 Arten der Ruderfußkrebse.

## Dedikationsnamen
Die Brackwespen-Gattung Vervoortihelcon ist nach Willem Vervoort benannt, ebenso wie die Hydrozoen-Gattung Wimveria. Darüber hinaus haben Dutzende von Nesseltier- und Ruderfußkrebs-Arten das Epitheton vervoorti in ihren Binomen als Hommage an Vervoort.